# 21e étape du Tour d'Italie 2011
Pour un article plus général, voir Tour d'Italie 2011.
La 21e étape du Tour d'Italie 2011 s'est déroulée le dimanche 29 mai 2011. Milan est la ville de départ et d'arrivée. Le parcours a eu lieu sur un parcours plat d'une distance de 26 km. Il s'agit de la dernière étape et du troisième contre-la-montre de cette édition du Giro.
Le Britannique David Millar (Garmin-Cervélo) remporte cette dernière  étape. L'Espagnol Alberto Contador (Saxo Bank-SunGard), troisième de l'étape, remporte cette édition du Tour d'Italie,.

## Classement de l'étape
|    | Coureur             | Pays        | Équipe            |    | Temps       |
| -- | ------------------- | ----------- | ----------------- | -- | ----------- |
| 1  | David Millar        | Royaume-Uni | Garmin-Cervélo    | en | 30 min 13 s |
| 2  | Alex Rasmussen      | Danemark    | Team HTC-Highroad | +  | 7 s         |
|    | Alberto Contador    | Espagne     | Saxo Bank-SunGard |    | 36 s        |
| 4  | Richie Porte        | Australie   | Saxo Bank-SunGard |    | 43 s        |
| 5  | Yaroslav Popovych   | Ukraine     | Team RadioShack   |    | 55 s        |
| 6  | Jos van Emden       | Pays-Bas    | Rabobank          |    | 1 min 02 s  |
| 7  | Cameron Meyer       | Australie   | Garmin-Cervélo    |    | 1 min 04 s  |
| 8  | Patrick Gretsch     | Allemagne   | Team HTC-Highroad |    | 1 min 08 s  |
| 9  | Tiago Machado       | Portugal    | Team RadioShack   |    | 1 min 12 s  |
| 10 | Kanstantsin Siutsou | Biélorussie | Team HTC-Highroad |    | 1 min 16 s  |

## Classement général
|    | Coureur             | Pays        | Équipe                  |    | Temps            |
| -- | ------------------- | ----------- | ----------------------- | -- | ---------------- |
|    | Alberto Contador    | Espagne     | Saxo Bank-SunGard       | en | 84 h 05 min 14 s |
| 1  | Michele Scarponi    | Italie      | Lampre-ISD              | en | 84 h 11 min 24 s |
| 2  | Vincenzo Nibali     | Italie      | Liquigas-Cannondale     |    | 46 s             |
| 3  | John Gadret         | France      | AG2R La Mondiale        |    | 3 min 54 s       |
| 4  | Joaquim Rodríguez   | Espagne     | Team Katusha            |    | 4 min 55 s       |
| 5  | Roman Kreuziger     | Tchéquie    | Astana                  |    | 5 min 18 s       |
| 6  | José Rujano         | Venezuela   | Androni Giocattoli-CIPI |    | 6 min 2 s        |
| 7  | Denis Menchov       | Russie      | Geox-TMC                |    | 6 min 8 s        |
| 8  | Steven Kruijswijk   | Pays-Bas    | Rabobank                |    | 7 min 41 s       |
| 9  | Kanstantsin Siutsou | Biélorussie | Team HTC-Highroad       |    | 8 min 0 s        |
| 10 | Mikel Nieve         | Espagne     | Euskaltel-Euskadi       |    | 9 min 58 s       |

## Classements annexes

### Classement par points
|   | Cycliste         | Équipe              | Points  |
| - | ---------------- | ------------------- | ------- |
| 1 | Alberto Contador | Saxo Bank-SunGard   | 202 pts |
| 1 | Michele Scarponi | Lampre-ISD          | 122 pts |
| 3 | Vincenzo Nibali  | Liquigas-Cannondale | 121 pts |

### Classement du meilleur grimpeur
|   | Cycliste         | Équipe                  | Points |
| - | ---------------- | ----------------------- | ------ |
| 1 | Stefano Garzelli | Acqua & Sapone          | 67 pts |
| 2 | Alberto Contador | Saxo Bank-SunGard       | 58 pts |
| 3 | José Rujano      | Androni Giocattoli-CIPI | 43 pts |

### Classement du meilleur jeune
| Cycliste          | Équipe         | Temps | Temps            |
| ----------------- | -------------- | ----- | ---------------- |
| Roman Kreuziger   | Astana         | en    | 84 h 16 min 42 s |
| Steven Kruijswijk | Rabobank       | +     | 2 min 23 s       |
| Peter Stetina     | Garmin-Cervélo |       | 38 min 41 s      |

### Classement par équipes aux temps
| Équipe           | Temps | Temps             |
| ---------------- | ----- | ----------------- |
| Astana           | en    | 252 h 44 min 52 s |
| Movistar         | +     | 10 min 00 s       |
| AG2R La Mondiale |       | 11 min 23 s       |

### Classement par équipes aux points
| Équipe                  | Points  |
| ----------------------- | ------- |
| Lampre-ISD              | 338 pts |
| Androni Giocattoli-CIPI | 299 pts |
| AG2R La Mondiale        | 298 pts |

## Abandon
Aucun abandon.